# ته‌تیزک کنگره‌دار
ته تیزک کنگره‌دار(نام علمی: Epacris impressa) گیاهی از تیرهٔ خلنگیان است که بومی جنوب خاوری استرالیا در ایالت‌های ویکتوریا ،تاسمانی، استرالیای جنوبی و نیو ساوت ولز است.

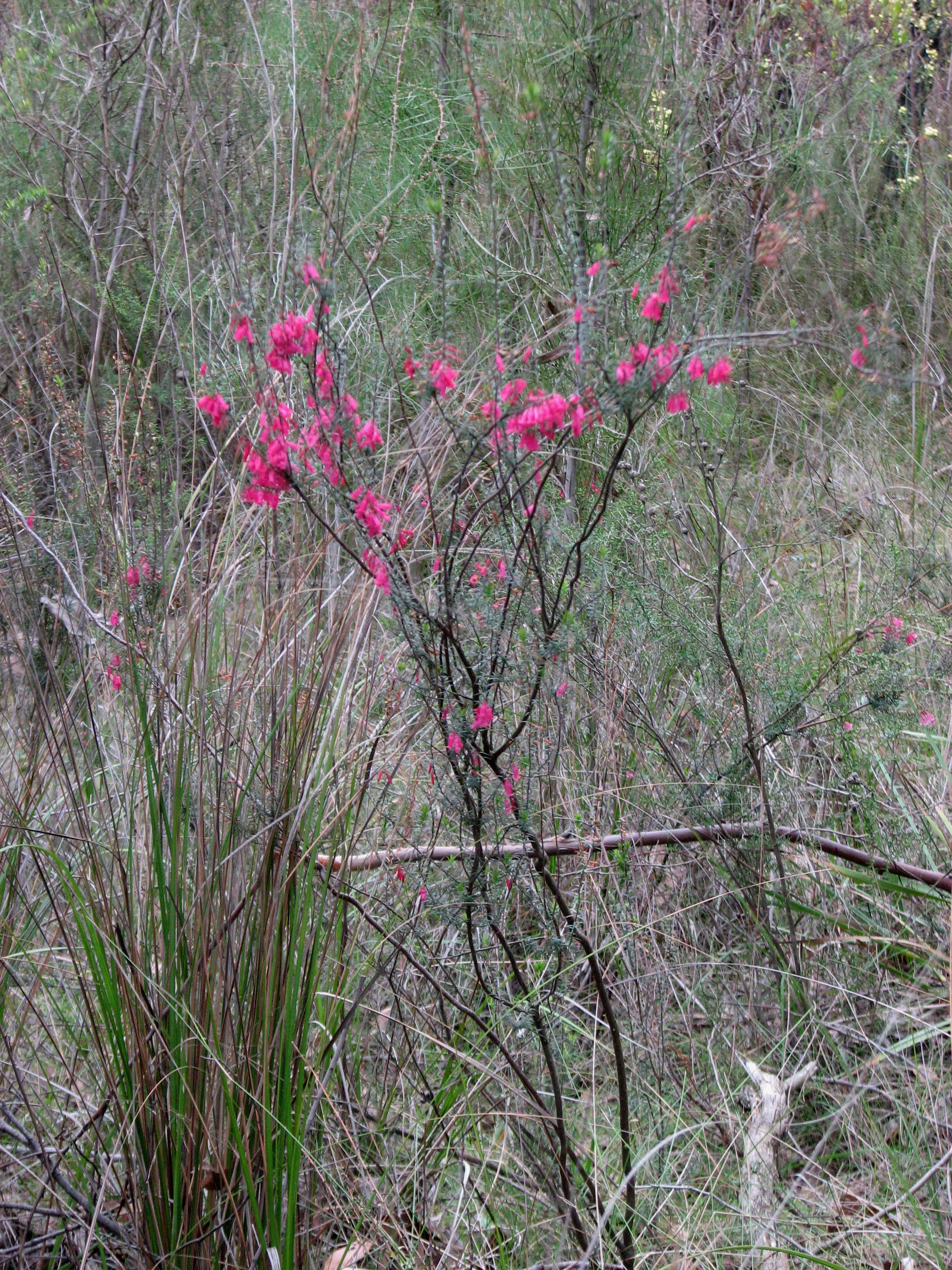